# Бот-Кі
Бот Кі (англ. Boat Quay) — історична набережна Сінгапуру, що розташована вище від гирла річки Сінгапур на її південному березі. Вона тягнеться від магазинів біля OUB Centre до мосту Елгін.
Це була назавантаженіша частина старого порту Сінгапуру, що займала три чверті всього судноплавного бізнесу протягом 1860-х років. Оскільки південна частина річки нагадує черево коропа, яке, згідно з китайською філософією, приносить багатство та процвітання, тут було збудовано багато магазинів.
Хоча водна торгівля вже не є основною роллю Бот Кі, будинки-крамниці на ній ретельно зберігаються. Зараз в них розміщуються різні бари, паби та ресторани.
Бот Кі — це також назва дороги вздовж набережної, яка з тих пір перетворена на пішохідну зону.

## Історія

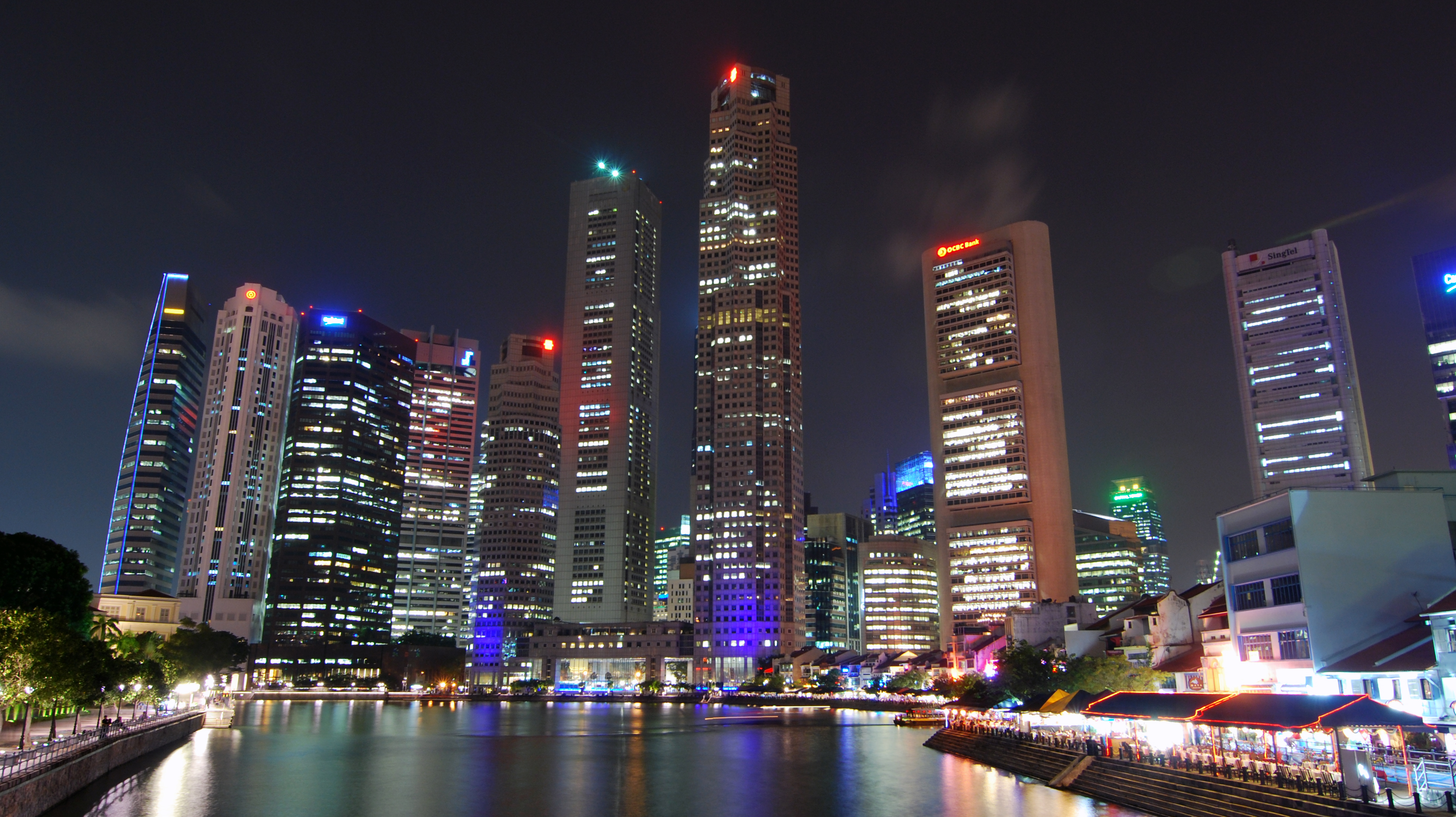
Набережна Сінгапуру вночі

З часу заснування сучасного Сінгапуру в 1819 р. річка Сінгапур була артерією для значної частини торговельної та економічної діяльності острова. Південний берег річки, де проходила більша частина комерції, відома як  Бот Кі.
У 1820-х роках місцевість була заболочена та забудована будинками на воді, зайнятими місцевими торговцями.
У 1822 році сер Стемфорд Раффлз визначив область на півден. Бот Кі була добудована в 1842 році, і китайці, переважно торговці і заробітчани, оселилися там у великій кількості. Умови були складними, але набережна човна процвітала, швидко перевищуючи за обсягом торгівлю на північному березі, де європейці мали свої офіси, будинки та урядові будівлі.
Бот Кі майже не видозмінювалася. Її роль не зменшилася навіть тоді, коли в 1852 році в Танджон-Пагарі була побудована нова гавань. Навпаки, вона продовжувала зростати, особливо після відкриття Суецького каналу в 1869 р., коли пароплави почали заїжджати в порт Сінгапуру. У той період три чверті загального торгового бізнесу Сінгапуру були укладені на Бот Кі.
Її занепад розпочався у 1960-х роках, коли механізація та комп’ютеризація поступово витіснили невеликі човни судноплавстві. У вересні 1983 року уряд відкрив сучасний високотехнологічний вантажний центр у Пасір Панджанг. Це призвело до швидкого припинення торгівлі річкою на човна, оскільки високо механізований контейнерний порт замінив трудомістку торгівлю. Тому в середині 1980-х років, після того як усі торгові компанії були виселені, торгівля на Бот Кі поступово була припинена.
Бот Кі тепер діловий, гастрономічний та розважальний район для місцевих жителів, експатів та туристів з усього світу.

## Адаптивне повторне використання історичних будівель

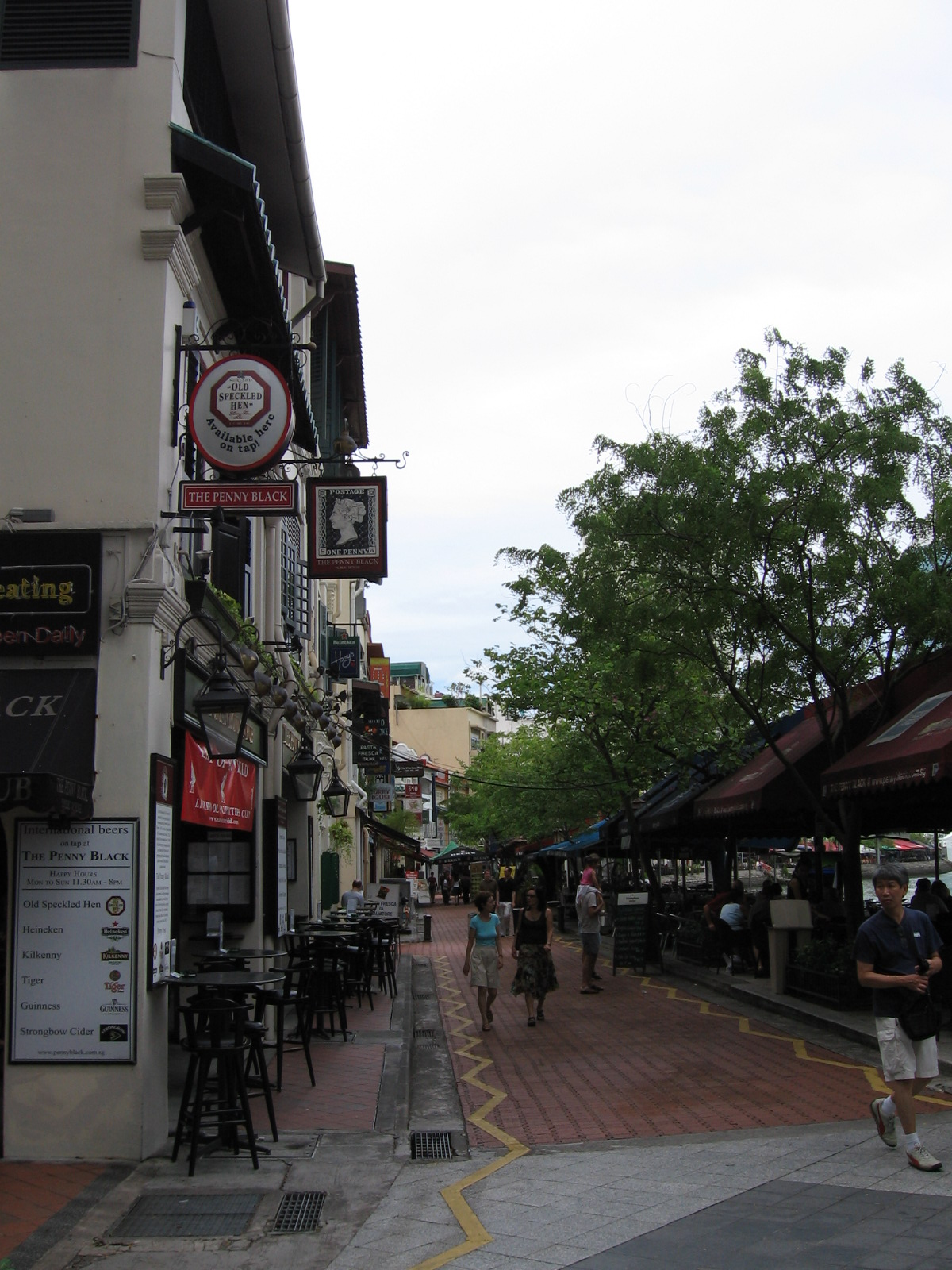
З 90-х років Бот Кі перетворена на пішохідний центр з ресторанами, пабами, кафе та клубами.

Уряд Сінгапуру очистив річку в 1983 році і перемістив усі човни, що залишилися, на нову набережну поблизу Пасір Панджанг. Тому набережнабула безлюдна і не використовувалась з 1983 по 1989 рік.
У 1986 році міська влада перепланування оголосила про плани збереження Бот Кі як частину Генерального плану збереження всієї річки Сінгапур та його околиць.
Дво- та триповерхові будинки в цьому районі з характерними торговельними галереями під виступаючими верхніми поверхами були збережені та перетворені на нові підприємства. Шопхауси і склади на березі річки були відновлені в 90-х роках,  і зараз в них розиміщуються чисельні магазини, ресторани та бари.
Шопхауси тепер можна  використовувати як ресторани, кафе, бари та невеликі магазини. Інтер'єр будівель може бути змінений з урахуванням нового використання, в деяких випадках з використанням нових нетрадиційних орнаментів інтер'єру, матеріалів та кольорів. Наприклад, інтер'єр кафе "Опера" на набережній № 40 був змінений, щоб створити атмосферу, подібну до оперної сцени. Перший поверх магазину сім'ї Лім на човні № 58 перетворений на японський ресторан. Верхній поверх використовується як квартира на вихідні для сім'ї Лім, яка жила в будівлі з 1908 року.
Кілька стартап-компаній також орендують офіси біля Бот Кі та поблизу району Кільцевої дороги.

## Історичні назви

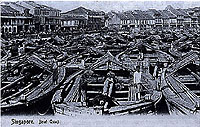
Бот Кі протягом свого розквіту близько 1865 року, коли 150 човнів причалювались на річці, торгуючи всім, від гуми, жерсті та заліза, до шовку, порцеляни, рису, опіуму, спецій та кави.

Бот Кі - одна з найдавніших доріг, що була створена, коли річка Сінгапур була головним портовим районом колоніального міста. У 19 столітті китайці мали кілька назв для цієї дороги, посилаючись на різні її ділянки:
- tiam pang lo thau або «куди поїхати сампанами»;
- chap sa hang (十三 行) або «тринадцять магазинів» (частина біля вулиці Кантон);
- chap peh keng ( 十八 间 ) або «вісімнадцять будинків» (частина біля Кругової дороги);
- чуй чуй бої або "кінець купального будинку";[2]
- khoi ki або «паровий банк»;
- bu ye tian (不 夜 天) або «місце безперервної діяльності»; і
- tiam pang lo thau (місце для поїздки на сампанаах) [2].
- cha chun tau (柴 船头), що означає «причал для човнів, що перевозять дрова»
- chap poet heng, що означає вісімнадцять будинків [2]

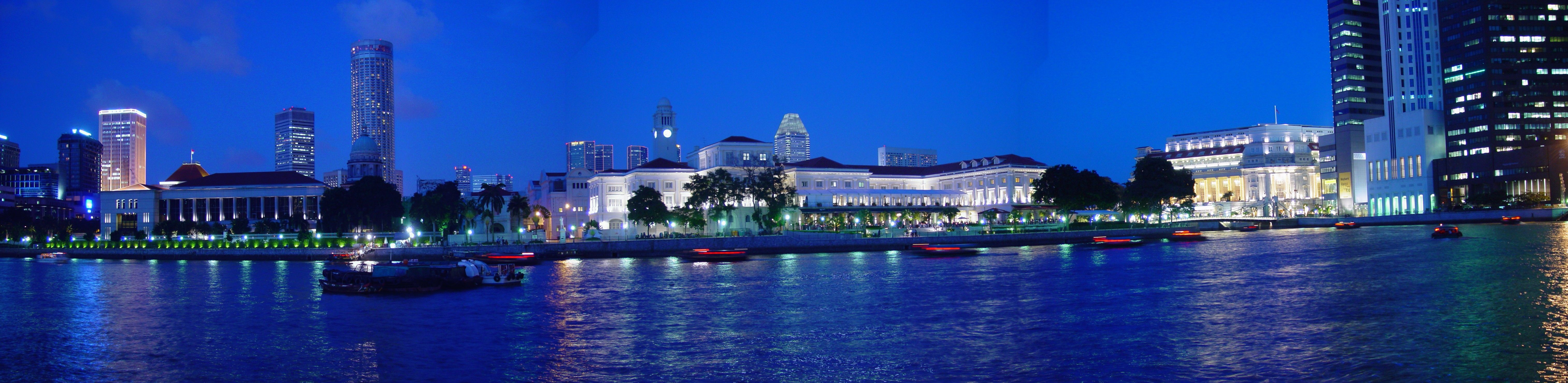
Будинок Парламенту (ліворуч) та будівля Empress Place (у центрі) вздовж Північної набережної та Готель Фуллертон (справа) на Бот Кі

## Зовнішні посилання
- Бот Кі: Офіційний вебсайт [Архівовано 22 серпня 2019 у Wayback Machine.]